# From Justin to Kelly
From Justin to Kelly (bra: De Justin para Kelly) é um filme estadunidense de 2003, do gênero comédia romântica-musical de 2003 escrito por Kim Fuller e dirigido por Robert Iscove. O filme é estrelado por Kelly Clarkson e Justin Guarini, vencedora e vice-campeão da 1.ª temporada de American Idol.
Com críticas bastante negativas em seu lançamento, condenando o enredo, músicas, coreografias, atuação, e direção, é frequentemente considerado como um dos piores filmes já feitos. A revista Total Film classificou o filme no número 16 em sua lista de 66 Piores Filmes de Todos os Tempos. O International Business Times incluiu o filme em sua lista dos 5 piores filmes de Hollywood já feitos. O filme foi vencedor do prêmio Framboesa de Ouro em 2005 como "Pior 'Musical' dos Nossos Primeiros 25 Anos".
Algumas cadeias de cinema ameaçaram não exibir o filme quando a distribuidora 20th Century Fox anunciou planos de lançá-lo em VHS e DVD apenas seis semanas após o fim de semana de abertura, e a Fox acabou abandonando esses planos quando lançou, apenas para voltar ao cronograma original após uma receita decepcionante no fim de semana de lançamento, com $2,715,848 em 2,001 cinemas nos Estados Unidos e no Canadá, ocupando a 11ª posição nas bilheterias. Quando saiu de cartaz após menos de dois meses, o filme havia arrecadado US$4,928,883 nas bilheterias domésticas. Baseado em um orçamento de US$12 milhões, o filme foi um fracasso nas bilheterias.
Kelly Clarkson, desde então, afirmou que antes do filme entrar em produção, ela pediu ao criador do American Idol para ser dispensada da obrigação contratual de estrelar um filme, e que ela jamais gostou de From Justin to Kelly. Em uma entrevista, Clarkson admitiu que se juntou ao filme apenas porque estava contratualmente obrigada a fazê-lo: "Eu sabia que quando eu lesse o roteiro ele seria real, muito ruim, mas quando ganhei, assinei esse pedaço de papel e não pude sair dele".

## Sinopse
O filme é ambientado durante as férias da semana de primavera em Fort Lauderdale, Flórida; A garçonete cantora texana Kelly Taylor conhece o estudante da Pensilvânia Justin Bell, e eles se apaixonam um pelo outro, e várias complicações românticas acontecem. A amiga de Kelly, Kaya, se apaixona pelo charmoso ajudante Carlos; O outro amigo de Kelly, Alexa, planeja impedir que Justin e Kelly se encontrem; O amigo de Justin, Brandon, está sempre no lado errado de uma patrulheira sexy da praia; e outro amigo de Justin, Eddie, tenta se conectar com um amigo cibernético.

## Elenco
- Kelly Clarkson como Kelly Taylor
- Justin Guarini como Justin Bell
- Katherine Bailess como Alexa
- Anika Noni Rose como Kaya
- Brian Dietzen como Eddie
- Greg Siff como Brandon
- Jason Yribar como Carlos
- Christopher Bryan como Luke
- Theresa San-Nicholas como oficial Cutler
- Justin Gorence como Greg
- Kaitlin Riley como Ashley
- Marc Macaulay como Mr. O'Mara
- Jessica Sutta como garota do bracelete
- Zachary Woodlee e Robert Hoffman como dançarinos em destaque

## Recepção
O Metacritic, que usa uma média ponderada, atribuiu ao filme uma pontuação de 14 em 100, baseado em 16 críticos, indicando "antipatia esmagadora".No site agregador de críticas Rotten Tomatoes, 10% das 66 resenhas dos críticos são positivas.
Nathan Rabin do The A.V. Club, revendo o filme para sua série "My Year of Flops", afirmou: "Todos os filmes exigem a suspensão da descrença. From Justin To Kelly requer algo mais como uma lobotomia temporária. Nada sobre os personagens principais ou seus relacionamentos faz sentido".
Em 2004, foi nomeado para o Framboesa de Ouro para Pior Filme (20th Century-Fox), Pior Diretor - Robert Iscove, Pior Ator - Justin Guarini, Pior Atriz - Kelly Clarkson, Pior Casal - Justin Guarini e Kelly Clarkson, Pior Roteiro, Pior Desculpa Para um Filme e Pior Remake ou Sequência. Em 2005 foi indicado ao Framboesa de Ouro por ser o "Pior 'Musical' dos Nossos Primeiros 25 Anos".

## Trilha sonora
Uma trilha sonora comercial com faixas de estúdio foi produzida, mas permanece inédita devido à recepção negativa do filme e retornos de bilheteria insatisfatórios. No entanto, uma versão da canção "Timeless", cantada por Clarkson e Guarini, e gravada antes do filme, foi incluída no álbum de estréia auto-intitulado de Guarini. As faixas da trilha sonora inédita do estúdio podem ser encontradas em vários sites de fãs da Clarkson. Duas músicas, "From Me to You" e "Brighter Star", não apareceram na versão para o cinema, mas foram adicionadas à versão estendida do DVD. Clarkson também tocou "The Bounce (The Luv)", e "Timeless" durante seu "Independent Tour" em 2003 (com Clay Aiken), com seu vocalista cantando nos vocais masculinos.
Canções usadas no filme e trilha sonora (em ordem de aparição)
1. "I Won't Stand in Line" (artista original: Reba McEntire)
2. "Vacation" (artista original: The Go-Go's)
3. "The Bounce (The Luv)"
4. "Brandon's Rap"
5. "Forever Part of Me"
6. "It's Meant to Be"
7. "Timeless" (também lançado no CD de estréia de Justin Guarini)
8. "Brighter Star" (versão estendida)
9. "Wish Upon a Star"
10. "Anytime" (versão alternativa no CD de estréia de Clarkson Thankful)
11. "Madness"
12. "Timeless (Reprise)"
13. "From Me to You" (versão estendida)
14. "Anytime (Reprise)"
15. "That's the Way (I Like It)" (liricamente mudou versão da canção original por KC and the Sunshine Band)
16. "Sugar"